# حسن أباد (ملكان)
حسن أباد هي قرية في مقاطعة ملكان، إيران. عدد سكان هذه القرية هو 974 في سنة 2006.